# انجمن خاورمیانه
انجمن خاورمیانه(به انگلیسی: Middle East Forum) (ام‌ای‌اف) یک اندیشکده محافظه کار آمریکایی است که در سال ۱۹۹۰ توسط دانیل پایپس، که به عنوان رئیس آن خدمت می‌کند، تأسیس شد. در سال ۱۹۹۴ به یک سازمان غیرانتفاعی مستقل تبدیل شد. مجله ای به نام فصلنامه خاورمیانه منتشر می‌کند.
تاریخچه
انجمن خاورمیانه در سال ۱۹۹۰ توسط دانیل پایپس به عنوان یک سازمان غیرانتفاعی مستقل با مأموریت 'پیشبرد منافع آمریکا' تأسیس شد. ام‌ای‌اف از روابط قوی ایالات متحده با ترکیه، اسرائیل و سایر دموکراسی‌های منطقه، قیمت ثابت برای نفت، حقوق بشر، و راه‌حل‌های صلح‌آمیز درگیری حمایت می‌کند. فصلنامه خاورمیانه را منتشر می‌کند و برنامه‌های مختلف حمایتی را اجرا می‌کند. پایپز در سال ۲۰۰۳ گفت که «اسلام ستیزه‌جو مشکل است و اسلام میانه‌رو راه حل است»، اما مراکز متمایل به چپ مثل مرکز پیشرفت برای آمریکا و مرکز حقوق فقر جنوب از ام‌ای‌اف به دلیل انتشار پیام‌های ضداسلامی انتقاد کرده‌اند.